# Platypodia
Platypodia är ett släkte av kräftdjur. Platypodia ingår i familjen Xanthidae.
Kladogram enligt Catalogue of Life:
| Platypodia | \| \| Platypodia actoeoides \| \| \| \| \| \| Platypodia eydouxii \| \| \| \| \| \| Platypodia granulosa \| \| \| \| \| \| Platypodia hawaiiensis \| \| \| \| \| \| Platypodia semigranosa \| \| \| \| |
|            | \| \| Platypodia actoeoides \| \| \| \| \| \| Platypodia eydouxii \| \| \| \| \| \| Platypodia granulosa \| \| \| \| \| \| Platypodia hawaiiensis \| \| \| \| \| \| Platypodia semigranosa \| \| \| \| |
|            | Platypodia actoeoides |
|            | |
|            | Platypodia eydouxii |
|            | |
|            | Platypodia granulosa |
|            | |
|            | Platypodia hawaiiensis |
|            | |
|            | Platypodia semigranosa |
|            | |